# Knorrasjön
Knorrasjön är en sjö i Halmstads kommun i Halland och ingår i Fylleåns huvudavrinningsområde. Sjön är 4,5 meter djup, har en yta på 0,0774 kvadratkilometer och är belägen 54,8 meter över havet. Sjön avvattnas av vattendraget Trönningeån.

## Delavrinningsområde
Knorrasjön ingår i det delavrinningsområde (628132-132332) som SMHI kallar för Mynnar i Fylleån. Medelhöjden är 40 meter över havet och ytan är 33,1 kvadratkilometer. Det finns inga avrinningsområden uppströms utan avrinningsområdet är högsta punkten. Trönningeån som avvattnar avrinningsområdet har biflödesordning 2, vilket innebär att vattnet flödar genom totalt 2 vattendrag innan det når havet efter 0,1 kilometer. Avrinningsområdet består mestadels av skog (34 procent), öppen mark (11 procent) och jordbruk (50 procent). Avrinningsområdet har 0,07 kvadratkilometer vattenytor vilket ger det en sjöprocent på 0,2 procent. Bebyggelsen i området täcker en yta av 1,53 kvadratkilometer eller 5 procent av avrinningsområdet.